# Almuth Klemer
Almuth Klemer (* 12. Februar 1924 in Bassum; † 22. November 2022 in Esens) war eine deutsche Chemikerin und Professorin für Organische Chemie an der Universität Münster.

## Leben
Klemer studierte in Gießen und Münster mit Diplom 1950. Sie wurde 1952 bei Fritz Micheel promoviert (Über die Synthese von Zucker-Aminosäureverbindungen und ein neues Verfahren zur Darstellung von Zuckeranhydriden) und habilitierte sich 1958 als erste Frau in Chemie an der Universität Münster. Klemer wurde 1963 wissenschaftliche Rätin in Münster, 1964 außerplanmäßige Professorin, 1966 Abteilungsvorstand und 1980 Professorin (C4) am Institut für Organische Chemie. Sie lehrte bis 1986.
Sie befasste sich mit der Chemie der Kohlenhydrate. Ein Stipendium für organische Chemie in Münster ist nach ihr benannt.

## Schriften
- mit Fritz Micheel: Chemie der Zucker und Polysaccharide, Geest und Portig 1956.
- mit Kurt Homberg, Heinz Lukowski, Franz Zerhusen: Synthesen und Abbau von Oligosacchariden mit verzweigten Ketten, Forschungsberichte des Landes Nordrhein-Westfalen, Springer Verlag 1965.
- Kohlehydrate, Glykoside, in Josef Schorlemmer: Handbuch der Lebensmittelchemie, Band 1 Die Bestandteile der Lebensmittel (Hrsg. Ernst Bayer), Springer 1965.
- Synthese des Rohrzuckers und analoger Disaccharide, Forschungsberichte des Landes Nordrhein-Westfalen, Opladen: Westdeutscher Verlag 1975.
- Synthese und Abbau von Oligosacchariden, Forschungsberichte des Landes Nordrhein-Westfalen, Opladen: Westdeutscher Verlag 1974.